# Slätthögs landskommun
Slätthögs landskommun var en tidigare kommun i Kronobergs län.

## Administrativ historik
Kommunen bildades i Slätthögs socken i Allbo härad i Småland då 1862 års kommunalförordningar trädde i kraft den 1 januari 1863. 
Den 1 januari 1947 (enligt beslut den 22 mars 1946) överfördes till Gällaryds landskommun i Jönköpings län det obebodda området Uddarne, omfattande en areal av 0,02 km² (varav allt land). Samma datum och enligt samma beslut överfördes till Rydaholms landskommun det obebodda området Damängen, omfattande en areal av 0,03 km² (varav allt land).
I samband med kommunreformen 1952 inkorporerade den i Moheda landskommun. Denna upphörde 1971 och delen som motsvarade Slätthög överfördes till Alvesta kommun.

## Politik

### Mandatfördelning i Slätthögs landskommun 1938-1946
| 4 | 8 | 5 | 3 |

| 20 |

| 3 | 8 | 5 | 4 |

| 20 |

| 2 | 8 | 7 | 3 |

| 19 |